# Marcin Siemianowski
Marcin Siemianowski herbu Grzymała (zm. w sierpniu 1694) – kasztelan wieluński w latach 1692–1694, cześnik sieradzki w latach 1678–1692, pisarz grodszki wieluński w 1669 roku, podstarości i sędzia grodzki wieluński, starosta szczercowski w 1669 roku.
Był elektorem Michała Korybuta Wiśniowieckiego z ziemi wieluńskiej w 1669 roku.